# Glücksburg
Glücksburg (Deens: Lyksborg) is een kleine Duitse stad, 12 kilometer ten noordoosten van Flensburg in de deelstaat Sleeswijk-Holstein. Glücksburg telt 6.220 inwoners.

## Geschiedenis
Sinds 1900 heeft de stad stadsrechten.

## Bezienswaardigheden
De stad heeft veel hotels, pensions en vakantiehuizen omdat er meerdere kuurbaden zijn. Als kuuroord is de stad al meer dan een eeuw bekend.
De stad heeft een renaissance-waterburcht uit de 16e eeuw.

## Slot Glücksburg
Hertog Johan de Jongere heeft slot Glücksburg tussen 1582 en 1587 laten bouwen.
Dit slot was het thuis van de familie Sleeswijk-Holstein-Sonderburg-Glücksburg-Oldenburg. Deze familie was zeer invloedrijk aan meerdere hoven in Europa en trouwde in of kreeg door vererving deel aan koninklijke families. Zo kan deze waterburcht beschouwd worden als de wieg van de koningshuizen uit Engeland, Denemarken, Noorwegen en Griekenland. De familie is ook gelieerd aan de koningshuizen van Rusland en Zweden.

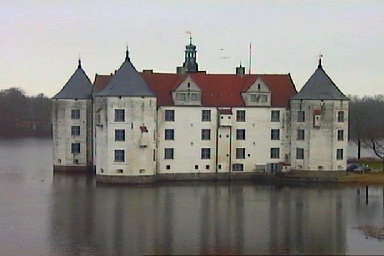
Slot Glücksburg

Ahneby ·
Alt Bennebek ·
Arnis ·
Ausacker ·
Bergenhusen ·
Böel ·
Böklund ·
Bollingstedt ·
Boren ·
Borgwedel ·
Börm ·
Böxlund ·
Brebel ·
Brodersby ·
Busdorf ·
Dannewerk ·
Dollerup ·
Dollrottfeld ·
Dörpstedt ·
Eggebek ·
Ellingstedt ·
Erfde ·
Esgrus ·
Fahrdorf ·
Freienwill ·
Gelting ·
Geltorf ·
Glücksburg ·
Goltoft ·
Grödersby ·
Groß Rheide ·
Großenwiehe ·
Großsolt ·
Grundhof ·
Handewitt ·
Harrislee ·
Hasselberg ·
Havetoft ·
Hollingstedt ·
Holt ·
Hörup ·
Hürup ·
Husby ·
Hüsby ·
Idstedt ·
Jagel ·
Janneby ·
Jardelund ·
Jerrishoe ·
Jörl ·
Jübek ·
Kappeln ·
Klappholz ·
Klein Bennebek ·
Klein Rheide ·
Kronsgaard ·
Kropp ·
Langballig ·
Langstedt ·
Lindewitt ·
Loit ·
Lottorf ·
Lürschau ·
Maasbüll ·
Maasholm ·
Medelby ·
Meggerdorf ·
Meyn ·
Mittelangeln ·
Mohrkirch ·
Munkbrarup ·
Neuberend ·
Nieby ·
Niesgrau ·
Norderbrarup ·
Norderstapel ·
Nordhackstedt ·
Nottfeld ·
Nübel ·
Oersberg ·
Oeversee ·
Osterby ·
Pommerby ·
Rabel ·
Rabenholz ·
Rabenkirchen-Faulück ·
Ringsberg ·
Rügge ·
Saustrup ·
Schaalby ·
Schafflund ·
Scheggerott ·
Sleeswijk ·
Schnarup-Thumby ·
Schuby ·
Selk ·
Sieverstedt ·
Silberstedt ·
Sollerup ·
Sörup ·
Stangheck ·
Steinberg ·
Steinbergkirche ·
Steinfeld ·
Sterup ·
Stolk ·
Stoltebüll ·
Struxdorf ·
Süderbrarup ·
Süderfahrenstedt ·
Süderhackstedt ·
Süderstapel ·
Taarstedt ·
Tarp ·
Tastrup ·
Tetenhusen ·
Tielen ·
Tolk ·
Treia ·
Twedt ·
Uelsby ·
Ulsnis ·
Wagersrott ·
Wallsbüll ·
Wanderup ·
Wees ·
Weesby ·
Westerholz ·
Wohlde